# Immanuel Wilkins
Immanuel Wilkins (* 7. August 1997) ist ein US-amerikanischer Musiker (Altsaxophon, Komposition) des Modern Jazz.

## Leben und Wirken
Wilkins wuchs in Upper Darby im Raum Philadelphia auf. Erste musikalische Erfahrungen sammelte er in der Kirche seiner Gemeinde, was ihn bewog, Jazz-Kurse im Clef Club of Jazz and Performing Arts zu besuchen. Als Teenager erhielt er 2009 die Gelegenheit, vor dem Spiel der Philadelphia Eagles die Nationalhymne vorzutragen. Ab 2015 studierte er an der Juilliard School bei Bruce Williams, Steve Wilson und Joe Temperley. Im Laufe seiner bisherigen Karriere arbeitete er u. a. mit Jason Moran, Gerald Clayton, E. J. Strickland, David Weiss, Ben Wolfe, dem Count Basie Orchestra (Ghost Band), Gretchen Parlato, Solange Knowles, Bob Dylan, Harish Raghavan (Calls for Action, 2019) und Wynton Marsalis; außerdem wirkte er bei Michael Dease’ Album Father Figure (PosiTone, 2015) mit.
Wilkins leitete in den späten 2010er-Jahren eine eigene Band, mit der er Eigenkompositionen vortrug und in Jazzclubs und Spielstätten wie The Jazz Gallery, Smoke, Jamaica Center of Arts und Smalls auftrat. 2020 legte er das Debütalbum Omega vor, das er mit Micah Thomas, Daryl Johns und Kweku Sumbry eingespielt hatte; da Wilkins trotz seines Alters über „den Ideenreichtum eines Veteranen“ verfügt, ist es für Die Zeit eines der wichtigen Jazzalben des Jahres. 2022 folgte sein Album The 7th Hand, 2024 Blues Blood.
Des Weiteren gehört Wilkins dem Quartett Dezron Douglas/Jonathan Blake and The Generation Gap sowie den Formationen von Philip Dizack und Noam Wiesenberg an und ist als Teil der Band Good Vibes auf den ersten beiden Alben von Joel Ross, KingMaker (2019) und Who Are You? (2020), sowie auf Blakes Homeward Bound (2021), Kalia Vandevers Regrowth (2022), Joe Farnsworths In What Direction Are You Headed? (2023), Joel Ross’ Nublues (2024) und Mary Halvorson (About Ghosts 2025) zu hören. Er ist auch Teil des Projektes Black Lives – from Generation to Generation. Zwischen 2015 und 2024 war er an 37 Aufnahmen von Tonträgern beteiligt.

## Diskografische Hinweise
- Omega (Blue Note Records 2020)[9][3]
- The 7th Hand (Blue Note, 2022)[10]
- Blues Blood (Blue Note, 2024)[7]